# ريتشموند فلاورز جونيور
ريتشموند فلاورز جونيور (بالإنجليزية: Richmond McDavid Flowers, Jr.)‏ هو لاعب كرة قدم أمريكية أمريكي، ولد في 13 يونيو 1947 في دوثان في الولايات المتحدة.

## وصلات خارجية
- ريتشموند فلاورز جونيور على موقع مرجع كرة القدم المحترفة.كوم (الإنجليزية)